# Gauchers sjukdom
Gauchers sjukdom eller Norrbottensjukan, är en ovanlig kronisk sjukdom, uppkallad efter den franske läkaren Philippe Gaucher (1854-1918). 
Den delas upp i tre grupper: typ 1, 2 och 3. 
- Typ 1 kan drabbas av trötthet, hematologiska symptom som splenomegali och hepatomegali.
- Typ 2 kan ge neurologiska skador och förstorade förstorad mjälte och lever (hepatosplenomegali), matnings- och sväljningssvårigheter samt aspirationspneumonier. Denna typ går inte att behandla, och den sjuke överlever oftast bara till ett eller två års ålder. Den kallas därför även för småbarnstyp.
- Den tredje formen är den ovanligaste, men står ändå för 40% av de sjuka i Sverige. De flesta som drabbas av den tredje formen bor i Norrbotten och Västerbotten, varför typen kommit att kallas för Norrbottenformen. Man kan förutom samma symtom som i typ 1 neurologiska symtom, ha svårigheter att flytta blicken snabbt i sidled, epilepsi, strabism, Intellektuell funktionsnedsättning, ataxi (balanssvårigheter) eller spastisk parapares. Hälften av de insjuknade dör före 12, men flera har levt till 40-50 års ålder.[1]

Gauchers sjukdom betecknas av sällsynta ärftliga sjukdomstillstånd orsakade av brist på enzymet glukocerebrosidas som klyver glukocerebrosider, vilka härigenom kommer att anhopas i framför allt lever och mjälte men även i benmärg, lymfkörtlar m.m.
Sjukdomen är en av de tre sjukdomar där medicineringen finansieras solidariskt mellan landstingen. De andra två sjukdomarna där medicinering finansieras på samma sätt är HIV och blödarsjuka. Detta beror på att fördelningen av sjuka är sned - hälften av alla sjuka finns i Norrbottens län och blir på så sätt en stor kostnad för landstinget i Norrbotten. I Norrbotten drabbas en på 50 000. I delar av Norr- och Västerbotten drabbas 1 av 10 000, medan 1 av mellan 450 och 1 000 drabbas bland Ashkenazerna.